# Neosciadella spixi
Neosciadella spixi är en skalbaggsart som beskrevs av Dillon 1952. Neosciadella spixi ingår i släktet Neosciadella och familjen långhorningar.
Artens utbredningsområde är Fiji. Inga underarter finns listade i Catalogue of Life.